# Kilmartin Glen

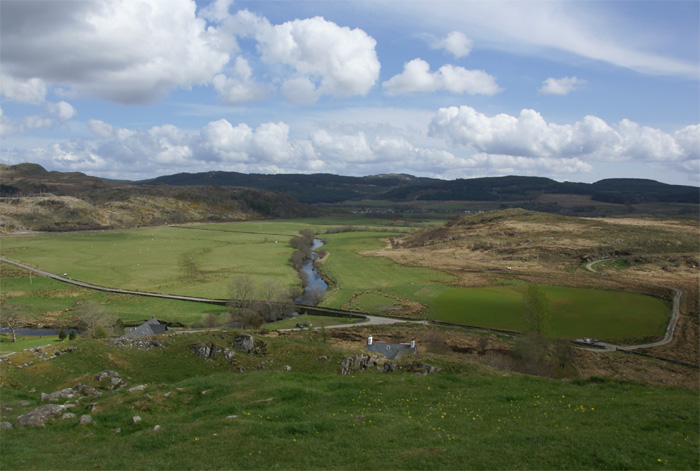
Uitzicht op Kilmartin Glen vanaf Dunadd Fort.

Kilmartin Glen is het gebied rondom Kilmartin, ten noorden van Lochgilphead en ten zuiden van Oban, in de Schotse regio Argyll and Bute, dat bekend is geworden door de vele archeologische vondsten te dateren in het neolithicum, bronstijd, ijzertijd en middeleeuwen.

## Monumenten
Kilmartin Glen kent meer dan 150 prehistorische monumenten en is daarmee een van de rijkste archeologische vindplaatsen op het vasteland van Schotland. Naast verschillende standing stones, steencirkels en grafheuvels (cairns) wordt er beweerd dat dit gebied de grootste concentratie van prehistorische rotskunst (zoals de zogenaamde cup and ring marks) heeft van heel Europa.
Naast monumenten uit het neolithicum en de bronstijd bevinden zich in Kilmartin Glen het uit de ijzertijd stammende Dunadd Fort, dat het belangrijkste fort van het Keltische koninkrijk Dalriada was, en Carnasserie Castle, dat uit de middeleeuwen stamt.
In het Kilmartin House Museum in Kilmartin wordt de archeologische betekenis van de vallei toegelicht.

## Functie
De meeste prehistorische monumenten die zijn overgeleverd, duiden op een religieuze functie, zoals de Ballymeanoch henge, de steencirkels en de standing stones en op begraafplaatsen zoals de cairns uit het neolithicum en de bronstijd. Er zijn vrijwel geen sporen van nederzettingen aangetroffen.
Van de zogenaamde Burnt Mounds (verbrande heuvels) zoals de Lady Glassary Wood Burnt Mound, die dateert uit de derde eeuw v.Chr. (neolithicum), is de functie onduidelijk; geopperd zijn onder andere de mogelijkheden dat burnt mounds kookplaatsen waren, sauna's of betrokken waren in textielproductie.

## Overzicht
Hieronder volgt een incomplete lijst van monumenten aanwezig in Kilmartin Glen.

### Neolithicum en bronstijd
- Ballymeanoch met henge, standing stones en cairn
- Cup and Ring Marks (rotskunst):
  - Achnabreck Cup And Ring Marks[2]
  - Ballygowan Cup And Ring Marks[2]
  - Baluachraig Cup and Ring Marks[2]
  - Cairnbaan Cup And Ring Marks[2]
  - Kilmichael Glassary Cup And Ring Marks[2]
- Dunchraigaig Cairn[2]
- een Lineaire Begraafplaats bestaande uit
  - Ri Cruin Cairn[2]
  - Nether Largie Cairns[2] (1 cairn uit het neolithicum en 2 cairns uit de bronstijd)
  - Glebe Cairn[2]
- Nether Largie Standing Stones
- Temple Wood Stone Circles[2]

### IJzertijd
- Dunadd Fort[2]

### Middeleeuwen
- Carnasserie Castle[2]
- Kilmartin Castle
- Kilmartin Sculptured Stones[2], grafstenen en vroeg christelijke kruisen in en bij de parochiekerk van Kilmartin